# Viola diamantiaca
Viola diamantiaca är en violväxtart som beskrevs av Takenoshin Nakai. Viola diamantiaca ingår i släktet violer, och familjen violväxter. Inga underarter finns listade i Catalogue of Life.